# 가노촌 (나가노현)
가노촌(일본어: 和村)은 일본 나가노현 지사가타군에 있던 촌이다. 현재의 도미시에 해당한다.

## 역사
- 1889년 4월 1일 - 정촌제 시행에 의해 6촌의 구역을 확장해 성립하였다.
- 1956년 9월 30일 - 구 다나카정, 네쓰촌과 합병해 도부정이 성립하여, 동일 가노촌은 폐지되었다.

## 교통

### 도로
- 국도 제18호선

현재는 구 촌역에 조신에쓰 자동차도가 지나가지만 당시엔 미개통

## 참고문헌
- 角川日本地名大辞典 20 長野県